# Bekkarfjorden (Lebesby)
Bekkarfjorden (nordsamisk: Beahkkirvuotna) er en fjordarm af Laksefjorden i Lebesby kommune i Troms og Finnmark fylke i Norge. Fjorden går ti kilometer mod sydøst til bygden Bekkarfjord i enden af fjorden.
Fjorden har indløb mellem Bekkarfjordklubben i nord og Kalak i syd. Bortset fra Bekkarfjord er der få bebyggelser ved fjorden. Fjorden er 135 meter på det dybeste, helt ytderst i fjorden. 
Fylkesvej 888 går langs sydsiden af fjorden.